# Anne Spiegel
Anne Spiegel (ur. 15 grudnia 1980 w Leimen) – niemiecka polityk i samorządowiec, działaczka Zielonych, minister w rządzie Nadrenii-Palatynatu (2016–2021), od 2021 do 2022 minister ds. rodziny, osób starszych, kobiet i młodzieży.

## Życiorys
W 2000 ukończyła szkołę średnią w Ludwigshafen am Rhein, następnie do 2007 studiowała politologię, filozofię i psychologię na uniwersytetach w Moguncji, Mannheimie, Darmstadt i Salamance. Magisterium uzyskała na Uniwersytecie Johannesa Gutenberga w Moguncji. W latach 2008–2010 pracowała jako nauczycielka w szkołach językowych prowadzonych przez firmę Berlitz.
Zaangażowała się w działalność polityczną w ramach Zielonych i organizacji młodzieżowej tego ugrupowania. Była członkinią zarządu Grüne Jugend na poziomie krajowym w Nadrenii-Palatynacie i na poziomie federalnym. W latach 2011–2016 sprawowała mandat posłanki do landtagu, pełniąc funkcję wiceprzewodniczącej frakcji swojej partii. Od 2014 do 2016 była również radną miejską Spiry. Po wyborach w 2016 i 2021 rezygnowała z mandatu deputowanej. Dołączała natomiast do rządu krajowego kierowanego przez Malu Dreyer. W latach 2016–2021 była ministrem do spraw rodziny, kobiet, młodzieży, integracji i ochrony konsumentów. W 2021 została zastępczynią premiera oraz ministrem do spraw ochrony klimatu, środowiska, energii i mobilności.
W grudniu 2021 w nowo utworzonym rządzie Olafa Scholza objęła stanowisko ministra do spraw rodziny, osób starszych, kobiet i młodzieży. 11 kwietnia 2022 podała się do dymisji; doszło do tego po upublicznieniu, że latem 2021 (gdy wchodziła w skład rządu kraju związkowego) w trakcie kryzysu związanego z powodzią w Niemczech polityk wyjechała na urlop do Francji. Zakończyła urzędowanie 25 kwietnia tegoż roku.